# Placówka Straży Celnej „Klin”

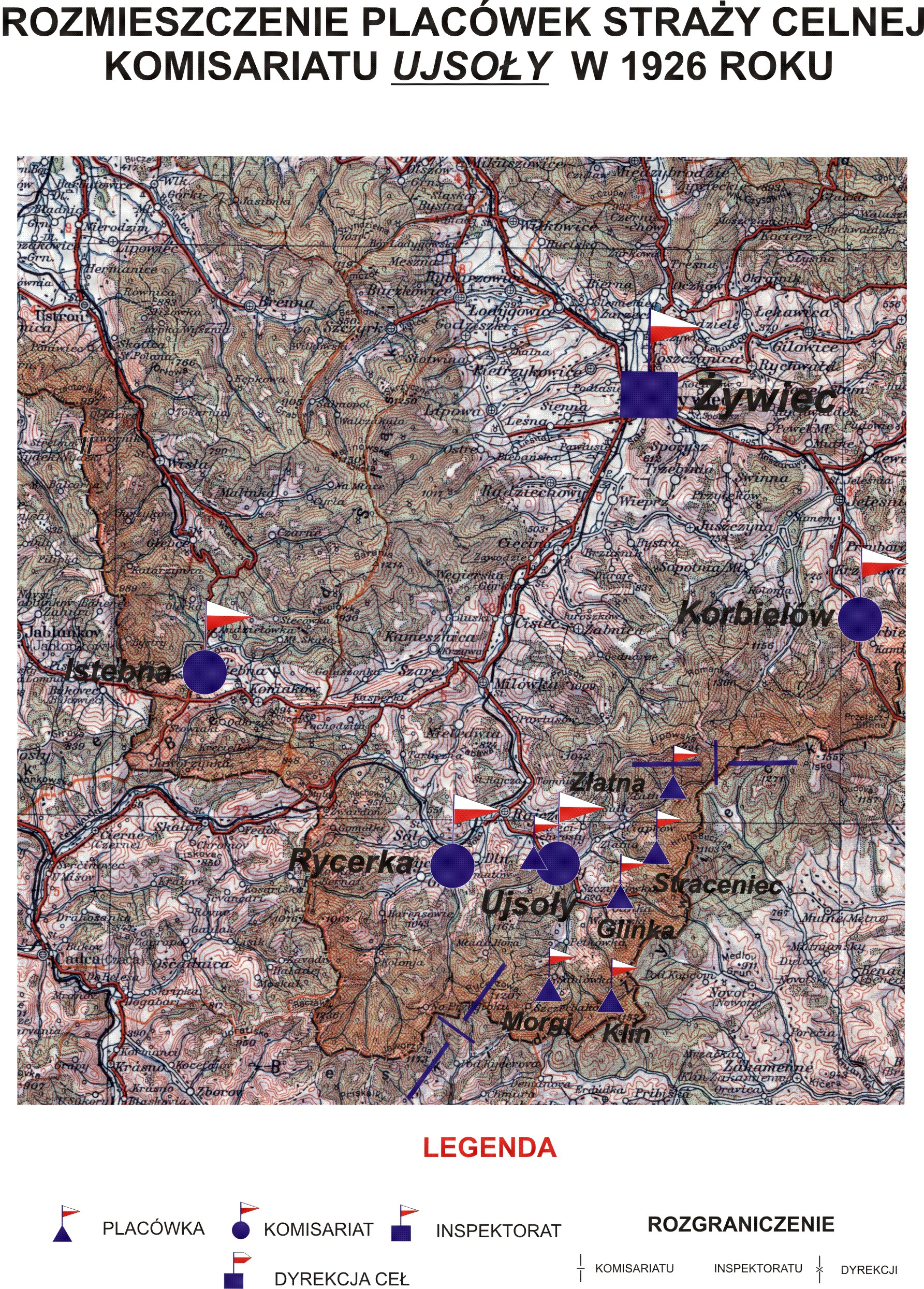
Rozmieszczenie placówek SC Komisariatu Ujsoły w 1926 r.

Placówka Straży Celnej „Klin” – jednostka organizacyjna Straży Celnej pełniąca w okresie międzywojennym służbę ochronną na granicy polsko-czechosłowackiej.

## Formowanie i zmiany organizacyjne
Na wniosek Ministerstwa Skarbu, uchwałą z 10 marca 1920 roku, powołano do życia Straż Celną. Jednostki Straży Celnej rozpoczęły przejmowanie odcinków granicy od pododdziałów Batalionów Celnych. W 1922 roku w Istebnej stacjonował sztab 3 kompanii 7 batalionu celnego. Kompania wystawiała również placówkę w Klinie. Proces tworzenia Straży Celnej trwał do końca 1922 roku. Placówka Straży Celnej „Klin” weszła w podporządkowanie komisariatu Straży Celnej „Ujsoły” z Inspektoratu SC „Żywiec”.
W drugiej połowie 1927 roku przystąpiono do gruntownej reorganizacji Straży Celnej. W praktyce skutkowało to rozwiązaniem tej formacji granicznej. Ochronę północnej, zachodniej i południowej granicy państwa przejęła powołana z dniem 2 kwietnia 1928 roku Straż Graniczna. W strukturach nowo powstałej formacji placówki „Klin” nie odtworzono.

## Funkcjonariusze placówki
Kierownicy placówki
| stopień          | imię i nazwisko, numer | okres pełnienia służby | kolejne stanowisko |
| ---------------- | ---------------------- | ---------------------- | ------------------ |
| starszy strażnik | Andrzej Stelmach (263) | był w 1926             |                    |

Obsada personalna placówki w 1926:
- starszy strażnik Andrzej Stelmach (263)
- strażnik Klemens Budryl (1623)
- strażnik Feliks Śmietana (1318)
- strażnik Paweł Firla (2180)
- strażnik Jan Puchelak (1367)
- strażnik Józef Krawiec (1309)